# ابوالقاسم خزعلی
ابوالقاسم خزعلی (۱ فروردین ۱۳۰۴ – ۲۵ شهریور ۱۳۹۴) از تدوین کنندگان قانون اساسی جمهوری اسلامی (نماینده سمنان در مجلس خبرگان قانون اساسی)، جزو هیئت بازنگری قانون اساسی جمهوری اسلامی ایران، عضو سابق شورای نگهبان برای ۲۰ سال، عضو مجلس خبرگان رهبری از ابتدا تا زمان درگذشت و مسئول بنیاد بین‌المللی غدیر بود.

## زندگی
ابوالقاسم خزعلی، در سال۱۳۰۴ در بروجرد به دنیا آمد. مادرش ربابه نام داشت و پدرش غلامرضا، پیشه‌اش ندافی بود. در همان شهر به مدرسه رفت تا این که در ۱۰ سالگی به همراه خانواده به مشهد نقل مکان کرد. وی دوره ابتدایی را در مدرسه نواب و ابن یمین مشهد به اتمام رساند.

### تحصیلات حوزوی
وی تحصیل علوم دینی را در سال ۱۳۲۱ در حوزه علمیه مشهد آغاز کرد؛ صرف و نحو را نزد علی‌اکبر دامغانی فرا گرفت و کتاب مغنی اللبیب را نزد محقق قوچانی خواند. معالم، لمعه و قوانین را نزد سید احمد یزدی آموخت و رسائل، مکاسب و کفایه را نزد هاشم قزوینی و بخشی از کفایه را نیز نزد مجتبی قزوینی فرا گرفت.
او در سال ۱۳۲۷ راهی قم شد و در درس خارج فقه سید حسین طباطبائی بروجردی و خارج اصول سید روح‌الله خمینی حضور پیدا کرد. وی همچنین مدتی در محضر محمدتقی بهجت تلمذ کرد. در بخش فلسفه، اشارات را نزد جواد خندق‌آبادی تهرانی خواند و در درس منظومه و اسفار سید محمدحسین طباطبایی حاضر شد.
تنها اثری که از وی به چاپ رسیده، تفسیر سوره فاتحة الکتاب نام دارد.

### فعالیت‌های قبل ازانقلاب
ابوالقاسم خزعلی، در پیش از انقلاب ۱۳۵۷ یک بار در زندان قزل‌قلعه زندانی و سه‌بار نیز به شهرهایی مثل دامغان گناوه و زابل تبعید شد. اولین بار در سال‌های پایانی دهه ۱۳۳۰ بود که به سه سال تبعید به گناباد محکوم شد که به دلیل وساطت بروجردی در دربار، از تبعید خلاصی می‌یابد.
خزعلی در طول سال‌های ۱۳۴۸ و ۴۹ به دعوت مرتضی مطهری با حسینیه ارشاد همکاری می‌کرد و در طول این مدت تعداد ۱۲ سخنرانی در این مکان انجام داد. وی در سال۱۳۵۷ به دلیل محرومیت از منبر دچار مشکل شده بود که سید روح‌الله خمینی در نامه‌ای به داماد خود شهاب‌الدین اشراقی خواسته بود که به ایشان رسیدگی کند.

### شورای نگهبان
خزعلی که آذر ۱۳۵۸ طی حکمی از سوی سید روح‌الله خمینی مسئول رسیدگی به مشکلات خوزستان شده بود، پس از استعفای مهدوی کنی در بهمن ۱۳۵۹ با حکم خمینی به عنوان یکی از شش فقیه به عضویت شورای نگهبان منصوب شد حکمش در سال ۱۳۶۵ تمدید شد، و در مرداد ۱۳۷۸ از عضویت در این شورا استعفا داد. خود وی دربارهٔ دلایل استعفایش در برنامه‌ای تلویزیونی چنین گفت: «در همین دوره [آخر شورای نگهبان] در منزلی زندگی می‌کردم که ۶ طبقه بود که یکی از طبقات آن متعلق به من و باقی آن برای دیگران بود اما بعضی‌ها فکر می‌کردند که هر ۶ طبقه متعلق به من است و تصور می‌کردند خزعلی از ساده زیستی فاصله گرفته و حتی نیامدند سؤال کنند، از این جهت بود که بنا شد من دیگر در شورای نگهبان نباشم».

### انجمن حجتیه
ابوالقاسم خزعلی همواره از انجمن حجتیه حمایت می‌کرد و در جلسات آن‌ها شرکت می‌کرد. وی در مصاحبه‌ای با ایسنا عنوان کرد که ما انجمن حجتیه را قبول داریم و از آن دفاع می‌کنیم با این حال وی به‌طور رسمی در تشکیلات حجتیه وارد نشد. خزعلی پس از انقلاب و در سال ۱۳۵۸ و به پیشنهاد مرتضی مطهری نماینده خمینی در انجمن حجتیه شد ولی خمینی در سال ۱۳۶۰ از ادامه نمایندگی وی خودداری کرد. وی در شرح این ماجرا گفته‌است: «من از طرف امام در انجمن نماینده شدم نه عضو آنها، بعد که رفته بودند و زده بودند، گفتم آقا این‌طور نیست، گفتند دیگر نمایندگی را برداشتیم، دیگر نماینده من نباش».

## اتهام فساد مالی
عباس پالیزدار در سخنرانی‌هایی در ۱۴ اردیبهشت و ۷ خرداد ۱۳۸۷ دستکم ۵۰ تن از مقامات ارشد و روحانيان با نفوذ جمهوری اسلامی از جمله ابوالقاسم خزعلی را به «فساد اقتصادی»، «رانت خواری» متهم کرد.

## مواضع سیاسی

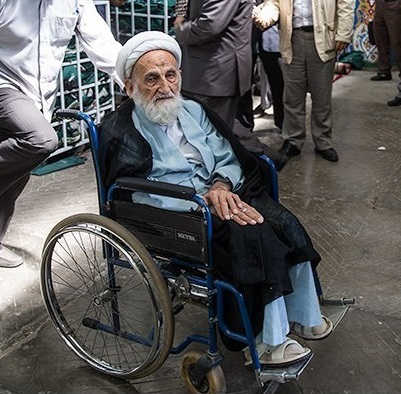
خزعلی در سال ۲۰۱۵

### حمایت از دولت احمدی‌نژاد
وی در کنار مصباح یزدی از حامیان جدی احمدی‌نژاد در میان روحانیون به‌شمار می‌رفت. وی معتقد بود که خدا احمدی‌نژاد را آورده:
به حمدالله به خاطر جدیتی که وارد کار شده ۱۰ وزیر لوح پشتیبانی گرفته‌اند و همچنین ۱۱ کشور یا ۱۳ کشور مانند هلند، آلمان، بلژیک، چهار پنج تا از کشورهای اطراف خلیج فارس و دریای خزر با ایران هم‌پیمان شده‌اند که این‌ها حاصل همت در کارها است.
وی هم‌چنین احمدی‌نژاد را باعث سربلندی مسلمانان جهان خواند. احمدی‌نژاد نیز در آذرماه ۱۳۸۸ نشان درجه یک خدمت به خزعلی اعطا کرد.

### حمایت از سعید جلیلی
خزعلی در انتخابات ریاست‌جمهوری ایران سال ۱۳۹۲ از سعید جلیلی حمایت کرد. وی در دیداری با سعید جلیلی تأیید رفتار شورای نگهبان در تعیین صلاحیت‌ها گفت:
من همان روز اول اعلام صلاحیت‌ها توسط شورای نگهبان، گفتم که من آقای جلیلی را انتخاب کردم. به همه دوستان هم بحمدالله اعلام کردم که من منتخبم آقای جلیلی است، چون شما پشتیبان ولایت فقیه هستید. مجالسی هم خدمت شما رسیده بودم و خیلی دوست داشتم شما را.
ان‌شاالله که شما رای خواهید آورد و در هر صورت مهم است که تعداد آرای شما بالا باشد. ان‌شاالله شما مؤیدید و چون با ولایت اهل بیت سرو کار دارید، پشتیبان شما هستند. موفقیت و عاقبت به خیری شما را از خداوند خواهانم»

### سخنان مشهور و خبرساز
- وی محرومیت زنان از ریاست جمهوری را توصیه سید روح‌الله خمینی می‌دانست.[۲۸]
- وی در سخنانی انتخاب محمود احمدی‌نژاد به مقام ریاست جمهوری را «مورد تأیید و موافقت امام غایب شیعیان» دانست.[۲۹]
- وی خواستار جایگزینی عید غدیر خم به جای عید نوروز به عنوان جشن بزرگ ایرانیان شد.[۳۰] وی در سخنان پیش از خطبه نماز جمعه تهران گفت: «عید نوروز، عید درختان است، عید بزرگ ایرانیان باید عید غدیر باشد».[۳۱]
- وی در سخنانی در جمع طلاب حوزه علمیه قم گفت: «این قلم‌بدستان باید نابود شوند. این‌ها همه رفتنی هستند».[۳۲][نیازمند منبع]
- وی در سخنانی مدعی شد که «حفظ شئون اسلامی و رعایت حجاب در دانشگاه، موجب بالارفتن سطح علمی و معدل بالای دانشجویان می‌شود».[۳۳]
- با اشاره به اعتراضات مردم ایران به نتایج انتخابات ریاست جمهوری (۱۳۸۸): آن اغتشاشات را چهار نفر از جمله دو فرد سید و دو غیر سید راه‌اندازی کردند که دو فرد سید از همه بدتر بودند؛ ولی دو غیر سید یکی بد و دیگری بدتر بود.[۳۴]
- بنا بر گواهی مرکز اسناد انقلاب اسلامی، اعدام حبیب‌الله آشوری در تاریخ ۲۸ شهریور ۱۳۶۰ به واسطه صدور فتوایی از خزعلی که پاره‌ای از مطالب کتاب توحید آشوری را مخالف شرع مقدس و کفرآمیز می‌دانست صورت گرفته‌است.[۳۵]

## زندگی شخصی
ابوالقاسم خزعلی در سال ۱۳۲۷ با طاهره کلباسی فرزند محمود کلباسی ازدواج کرد که حاصل این ازدواج ۹ فرزند بود. به گفتهٔ او، حسین یکی از پسرانش در تاریخ اردیبهشت ۱۳۵۷ در شهر قم و در جریان ناآرامی‌های انقلاب، مورد اصابت گلوله قرار گرفت و کشته شد. یک پسر وی، علیرضا، مدیر شبکه ماهواره ای ایرانیان و داماد محمدعلی شهیدی محلاتی بود. مهدی خزعلی فرزند دیگر اوست که در سال‌های بعد از انتخابات ۸۸ بارها به زندان افتاده‌است. در سال ۱۳۸۸ و در پی مواضع مهدی در حمایت از جنبش سبز ابوالقاسم خزعلی طی بیانیه‌ای از پسرش اعلام برائت نمود و وی را منحرف از راه مستقیم خواند.دختر او انسیه خزعلی معاون امور زنان و خانواده رئیس‌جمهور  در دولت سیزدهم و رئیس سابق دانشگاه الزهرا است. دختر دیگر او کبری خزعلی (مریم) رئیس شورای فرهنگی اجتماعی زنان و خانواده شورای عالی انقلاب فرهنگی می باشد.
فرزند کوچک او محمدحسین از خوانندگان موسیقی پاپ با نام هنری سمیر زند است. محمدرضا رضازاده، استاندار اسبق فارس، و محمدهادی مروی، معاون اول سابق قوه قضائیه  از دامادهای خزعلی بودند.

### درگذشت
وی در بامداد چهارشنبه ۲۵ شهریور ۱۳۹۴ پس از یک دوره طولانی بیماری و کهولت سن درگذشت. مراسم تشییع پیکر وی صبح روز پنجشنبه ۲۶ شهریور ۱۳۹۴ در دانشگاه تهران برگزار شد. پیکر وی به مشهد منتقل و در حرم رضوی به خاک سپرده شد.
طاهره کلباسی، همسر وی نیز صبح چهارشنبه ۲۰ دی ۱۳۹۶ بر اثر کهولت سن درگذشت.